# Султонобод
Султонобо́д (тадж. Султонобод) — село у складі Хатлонської області Таджикистану. Входить до складу Пахтаободського джамоату Шахрітуського району.
Назва села означає «місто правителя», складається з султон (правитель), обод (благоустрій, впорядкований, заселений). В радянські часи село називалось участок Султанабад.
Населення — 4888 осіб (2017).